# Orsonwelles falstaffius
Orsonwelles falstaffius – gatunek pająka z rodziny osnuwikowatych. Występuje endemicznie na Hawajach.

## Taksonomia
Gatunek ten opisany został po raz pierwszy w 2002 roku przez Gustava Hormigę na łamach „Invertebrate Systematics”. Jako miejsce typowe wskazano obszar chroniony Waikamoi Preserve. Materiał typowy zdeponowano w Narodowym Muzeum Historii Naturalnej. Epitet gatunkowy pochodzi od postaci sir Johna Falstaffa granej przez Orsona Wellesa w filmie Falstaff.

## Morfologia
Samce osiągają od 8,06 do 9,92 mm długości ciała, z czego od 4,22 do 5,33 mm przypada na karapaks. Samice osiągają od 10,42 do 11,84 mm długości ciała, z czego od 5,27 do 6,2 mm przypada na karapaks. Karapaks jest ciemnobrązowy lub szary z jasną przepaską podłużną. Wysokość nadustka wynosi 2,4-krotność średnicy oczu przednio-środkowych u samicy i 2,3-krotność ich średnicy u samca. Duże i masywne szczękoczułki mają od 10 do 12 zębów na krawędzi przedniej oraz od 8 do 10 zębów na krawędzi tylnej. Sternum jest brązowawe z przyciemnionymi brzegami. Jego kształt jest dłuższy niż szeroki z przedłużeniem między biodrami ostatniej pary. Podłużnie jajowata w zarysie opistosoma ma ubarwienie ciemnobrązowe lub szare z nielicznymi kropkami w częściach przednio-bocznych oraz jaśniejszymi znakami. Stożeczek jest duży, mięsisty i porośnięty szczecinkami.
Nogogłaszczki samca mają trzy trichobotria prolateralne i trzy lub cztery retrolateralne na goleni. Wyróżniają się widocznym od strony grzbietowej nieregularną krawędzią wcięcia na apofizie terminalnej, położonego pomiędzy spiczastym wyrostkiem wierzchołkowym i tępym wyrostkiem nasadowym. Wyrostek wierzchołkowy jest szerszy niż u O. graphicus, a wcięcie płytsze i wyrostek nasadowy węższy niż u O. othello. Samica ma epigynum o regionie tylno-środkowych znacznie dłuższym niż u O. graphicus i O. macbeth. Spermateki są małe i kuliste w kształcie.

## Występowanie i ekologia
Gatunek ten występuje endemicznie na wyspie Maui w archipelagu Hawajów. Zasięg jest rozerwany na część zachodnią i część wschodnią wyspy. Spotykany był na rzędnych od 860 do 1891 m n.p.m. Zasiedla lasy deszczowe i na niektórych stanowiskach bywa bardzo liczny. Budowane przez niego płachtowate sieci łowne osiągają 70–80 cm szerokości.